# Jan Pavel Veselý
Jan Pavel Veselý, také Johann Paul Wessely či Jean Wessely, (24. června 1762, Hluboká nad Vltavou – 1. června 1810, Ballenstedt) byl český houslista a hudební skladatel žijící v zahraničí.

## Život
Narodil se v Hluboké nad Vltavou. Záhy odešel do Prahy ke svému strýci, členu řádu svatého Benedikta, který mu dal základní hudební vzdělání. Stal se výborným houslistou i oblíbeným hudebním skladatelem. Byl členem divadelních orchestrů v Altoně (dnes součást Hamburku) a v Kasselu. V roce 1800 vstoupil do služeb vévody Alexia Friedricha Christiana von Anhalt-Bernburg v Ballenstedtu, kde setrval až do konce svého života.

## Dílo
Jako skladatel byl velmi plodný a oblíbený. Mimo jiné zkomponoval i dva singspiely. Tiskem vyšlo:
- Smyčcový kvartet op. 2
- Smyčcový kvartet op. 4
- Smyčcový kvartet op. 10
- Variace na téma Wolfganga Amadea Mozarta pro lesní roh a orchestr op. 14
- Variace pro housle, lesní roh a orchestr op. 15
- 3 tria op. 17
- 3 klarinetová kvarteta op. 19
- Variace pro klarinet a orchestr